# Не говори їй, що це я
«Не говори їй, що це я» (англ. Don't Tell Her It's Me) — американський романтичний фільм 1990 року за участю Стіва Гуттенберга, Джеймі Герц та Шеллі Лонг.

## Сюжет
Гас Кубічек, молодий карикатурист, після тривалого лікування методом променевої терапії набрав зайву вагу і тимчасово втратив волосся на голові, через що уникає спілкування з іншими людьми. Його сестра Ліззі Поттс намагається припинити його усамітнення і познайомити з неодруженою Емілі Пір. Гас закохався в неї з першого погляду, але сам не викликав у неї почуттів. Тоді Ліззі береться зробити з Гаса романтичного героя, перед яким Емілі не встоїть…

## В ролях
| Актор           | Роль        |
| --------------- | ----------- |
| Стів Гуттенберг | Гас Кубічек |
| Джеймі Герц     | Емілі Пір   |
| Шеллі Лонг      | Ліззі Поттс |
| Кайл Маклаклен  | Траут       |
| Медхен Емік     | Менді       |
| Бет Ґрант       | Бабетта     |